# Городская усадьба Г. П. Юргенсона
Городска́я уса́дьба Г. П. Юргенсона — памятник архитектуры, расположенный в городе Москве.

## История
Здание возведено в 1912 году по проекту русского и советского архитектора и мастера неоклассицизма и модерна Владимира Дмитриевича Глазова. До строительства особняка на этом месте стоял дом собирателя фольклора, исследователя духовной культуры славянских народов, историка и литературоведа А. Н. Афанасьева.
Первым владельцем архитектурного сооружения был Григорий Петрович Юргенсон — сын известного музыкального издателя П. И. Юргенсона.
Несмотря на распространённые сведения, у Григория Юргенсона П. И. Чайковский не гостил ни разу, так как здание возведено лишь через 19 лет после смерти композитора.
В советское время здание занимало представительство Совета Министров Якутской АССР. В настоящее время — лечебно-диагностический центр Генерального штаба Вооружённых сил РФ.
Городская усадьба Г. П. Юргенсона является одним из объектов культурного наследия регионального значения.

## Архитектура
Здание решено в так называемом эклектическом стиле, который основывается на сочетании готики и ренессанса.
Асимметричный главный фасад украшает различная лепнина, среди которой наиболее заметны львиные маски, вставленные в медальоны.
Интерес представляют и двухчастные окна первого этажа особняка.